# Notophasma mavithae
Notophasma mavithae är en stekelart som beskrevs av Porter 1998. Notophasma mavithae ingår i släktet Notophasma och familjen brokparasitsteklar. Inga underarter finns listade i Catalogue of Life.